# Parc de la Bergerie
Le parc de la Bergerie est un parc public de la ville de Strasbourg situé au nord du quartier de Cronenbourg.
Il est bordé par la rue d'Hochfelden et la voie ferrée.
Le parc se trouve à l'emplacement d'une ancienne lande à moutons. Il a été réalisé à la fin des années 1980.